# Mezinárodní letiště Boryspil
Mezinárodní letiště Boryspil (ukrajinsky Міжнародний аеропорт "Бориспіль", IATA: KBP, ICAO: UKBB) je největší mezinárodní i vnitrostátní letiště na Ukrajině. Nachází se ve městě Boryspil, 29 km východně od centra Kyjeva.

## Historie

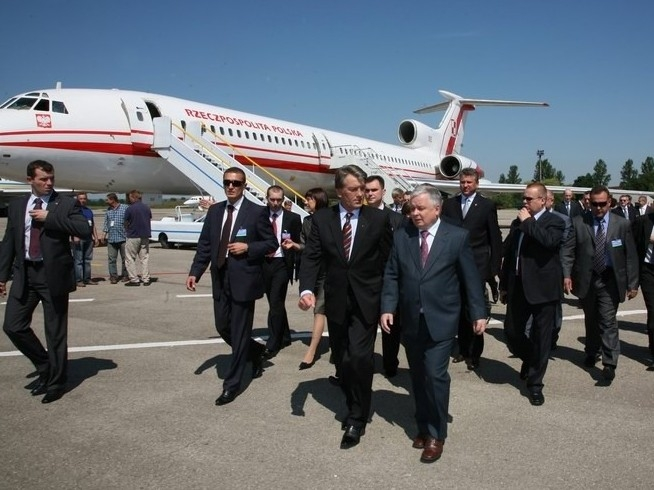
Tehdejší ukrajinský prezident Viktor Juščenko s tehdejším polským prezidentem Kaczyńskim na letišti Boryspil v roce 2007

Letiště Boryspil bylo vybudováno na základě vojenského letiště v důsledku rozhodnutí Rady ministrů SSSR z 22. června 1959. Od 7. července a 1959 letiště odbavuje osobní i nákladní lety. První pravidelné linky vedly po trasách Moskva - Kyjev - Moskva a Leningrad - Kyjev - Leningrad. V listopadu 1960 se na letišti Boryspil usídlila letecká společnost, která byla vybavena letadly Tupolev Tu-104 a Antonov An-10. V roce 1965 byl otevřen nový terminál pro cestující. Od roku 1980 letiště Boryspil odbavovalo některé mezinárodní lety pro členy vyššího stranického aparátu SSSR, běžní občané mohli Sovětský svaz opustit pouze z moskevského letiště Šeremetěvo. 11. března 1993 na základě rozhodnutí ministra dopravy Ukrajiny získalo letiště Boryspil status mezinárodního letiště.

## Nákladní doprava
| Společnost                     | Destinace                                    |
| ------------------------------ | -------------------------------------------- |
| Aero Charter                   | Charkov, Lucemburk, Lipsko/Halle, Simferopol |
| Cargolux                       | Lucemburk                                    |
| DHL Express                    | Brusel                                       |
| Motor Sich Airlines            | Ankara, Bratislava, Záporoží                 |
| Ukraine International Airlines | Faro, Vídeň                                  |